# Art Fowler
John Arthur Fowler, dit Art Fowler (3 juillet 1922 en Caroline du Sud – 29 janvier 2007) était un joueur des ligues majeures de baseball. Il était lanceur (pitcher) et droitier.
Il joua 362 matchs en MLB pour les Reds de Cincinnati (1954-1957), Los Angeles Dodgers (1959) et Los Angeles Angels (1961-1964) avec 54 victoires pour 51 défaites, 25 matchs complets, 4 shutouts, 134 matchs terminés et un ERA de 4.03.
Ami de l'entraîneur Billy Martin, il devient son assistant pour les lanceurs chez les  Minnesota Twins (1969), Detroit Tigers (1971-1973), Texas Rangers (1974-1975), New York Yankees (1977-1979, 1983, 1988) et Oakland Athletics (1980-1982).